# Latécoère 570
Latécoère 570 – prototypowy średni bombowiec francuski z okresu II wojny światowej.

## Historia
W 1934 roku Armée de l’air ogłosiły konkurs na bombowiec średniego zasięgu który będzie mógł udźwignąć co najmniej 1000 kg bomb na odległość 1500 km. Przy tym samolot miał osiągnąć ponad 400 km/h na wysokości 4000 m oraz osiągać tę wysokość w 15 minut. Oprócz tego maszyna ta miała jeszcze mieć chowane w locie podwozie. Do konkursu przystąpiło dziewięć projektów. Ostatecznie wymogi spełniały Latécoère 570 oraz Amiot 341, Lioré et Olivier LeO 451, Bloch 134 i Romano 120.
Latécoère 570 był aerodynamicznym całkowicie metalowym dolnopłatem o podwójnym usterzeniu pionowym. Maszynę napędzały dwa silniki gwiazdowe Hispano-Suiza o mocy 1125 KM każdy. Uzbrojenie stanowiły dwa działka Hispano HS9 kal. 20 mm (po jednym w wieżyczce górnej i dolnej) oraz max. 2100 kg bomb (standardowo miało być 1000 kg).
Budowa prototypu napotykała trudności i trwała bardzo długo. Pierwszy prototyp udało się ukończyć i oblatać w sierpniu 1939 roku. Pomimo że samolot miał bardzo dobre osiągi były bardzo małe szanse na skierowanie do masowej produkcji, ponieważ seryjnie były już produkowane konkurencyjne modele o porównywalnych osiągach (Lioré et Olivier LeO 451 i Amiot 351). Dalszy rozwój prototypu przerwała inwazja Niemiec na Francję.